# Bill Stauffer
William Albert "Bill" Stauffer (Maryville, Misuri, 9 de junio de 1930 - Urbandale, Iowa, 26 de noviembre de 2015) fue un jugador de baloncesto estadounidense. Con 1,93 metros de estatura, lo hacía en la posición de ala-pívot.

## Trayectoria deportiva

### Universidad
Jugó tres temporadas con los Tigers de la Universidad de Misuri, en las que promedió 11,4 puntos y 13,6 rebotes por partido. Fue incluido en el mejor quinteto de la Big Seven Conference  en 1951, 1952, habiendo liderado la conferencia en rebotes las tres temporadas que jugó. Fue incluido en el segundo equipo All-American por Converse en 1952.

### Profesional
Fue elegido en la sexta posición del Draft de la NBA de 1952 por Boston Celtics, pero sin embargo eligió alistarse en la Fuerza Aérea de los Estados Unidos. Tras su etapa de militar, inició una carrera centrada en el periodismo y los negocios. Falleció el 26 de noviembre de 2015 a causa de un derrame cerebral.